# 劉淮 (成化進士)
劉淮（1458年—？），字東之，河南汝寧府信陽州羅山縣人，民籍，明朝政治人物。

## 生平
成化十九年（1483年）癸卯科河南鄉試第十名舉人。成化二十三年（1487年）中式丁未科會試第一百九十四名，三甲第四名進士。授行人，弘治七年（1494年）十二月授廣東道監察御史，丁憂服闋，十三年九月復除原職，正德元年（1506年）十一月升陕西按察司副使，漢中等處撫民，三年正月考察免官。能文善書，時人谓之“二绝”。

## 家族
曾祖劉原四；祖父劉暹；父劉鎰，知州。母黎氏；繼母賈氏。严侍下。